# Grau GL
O grau  Lussac, geralmente abreviado como grau GL, é uma fração de volume. É a quantidade em mililitros de álcool absoluto contida em 100 mililitros de mistura hidroalcoólica. Por exemplo: um frasco de álcool com 90 graus GL tem 90% em volume de álcool, e 10% em volume de água.